# کلیسای مریم مقدس (گاندزاک)
کلیسای مریم مقدس (گاندزاک) (ارمنی: Սուրբ Աստվածածին եկեղեցի (Գանձակ)؛ ) یک کلیسا متعلق به کلیسای حواری ارمنی واقع در شهر گاندزاک،  جمهوری آذربایجان می‌باشد. ساخت و ساز این ساختمان در سده ۱۸ میلادی؛ به پایان رسید. این بنا به سبک معماری ارمنی طراحی شده است.